# 董九洲
董九洲（1941年—），男，辽宁黑山人，中华人民共和国政治人物，曾任中共本溪市委副书记，辽宁省人大常委会副主任。